# Bundesregierung Ramek II
Die Bundesregierung Ramek II war eine österreichische Bundesregierung, die vom 15. Jänner 1926 bis 20. Oktober 1926 im Amt war. Sie war eine Koalitionsregierung der Christlichsozialen Partei (CSP) mit der Großdeutschen Volkspartei (GDVP). Regierungschef war der christlichsoziale Rudolf Ramek.
Eine finanzielle Affäre um Außenminister Heinrich Mataja, ernst zu nehmende Vorwürfe gegen Landwirtschaftsminister Rudolf Buchinger, er habe den in einer schweren Krise befindlichen Weinbau bei den Handelsvertragsverhandlungen mit Ungarn nicht ausreichend vertreten, sowie die Ablehnung eines von Finanzminister Jakob Ahrer ausgearbeiteten Wirtschaftsprogrammes durch die Christlichsoziale Bundespartei ließen die Stimmen für eine Umbildung des Kabinetts im Dezember 1925 immer lauter werden. Am 14. Jänner 1926 demissionierte die Bundesregierung Ramek I, am 15. Jänner wurde das Kabinett Ramek II angelobt. Die Position des Außenministers wurde nicht mehr besetzt, die Agenden übernahm Bundeskanzler Ramek selbst und wurde dabei von den Sektionschefs Franz Peter und Richard Schüller unterstützt.
Im Sommer 1926 versuchte Unterrichtsminister Emil Schneider mit dem Wiener Sozialdemokraten Otto Glöckel eine neue Formulierung der Schulgesetze zu erarbeiten, band dabei aber den Koalitionspartner GDVP nicht ein.  Nachdem das Abkommen am Widerstand der GDVP und des Bundeskanzlers scheiterte, demissionierte Schneider. Im Herbst 1926 zeigte sich die CSP unschlüssig gegenüber überzogenen Gehaltsforderungen der Beamtenschaft, die einen großen Teil der GDVP-Wählerschaft ausmachte. Dadurch ergab sich ein zunehmend konfuses Erscheinungsbild der Regierung, die schließlich am 15. Oktober ihren Rücktritt erklärte. Sie war noch mit der Fortführung der Geschäfte bis zum 20. Oktober betraut. 
| Amt                                                             | Amtsinhaber | Partei |
| --------------------------------------------------------------- | --- | ------ |
| Bundeskanzler                                                   | Rudolf Ramek | CSP    |
| Vizekanzler (mit der Leitung der Justizangelegenheiten betraut) | Leopold Waber | GDVP   |
| Bundesminister für Unterricht                                   | Emil Schneider (bis 16. Juni 1926) Josef Resch (16. Juni 1926 bis 25. Juni 1926) Anton Rintelen (ab 25. Juni 1926) | CSP    |
| Bundesminister für soziale Verwaltung                           | Josef Resch | CSP    |
| Bundesminister für Finanzen                                     | Josef Kollmann | CSP    |
| Bundesminister für Land- und Forstwirtschaft                    | Andreas Thaler | CSP    |
| Bundesminister für Handel und Verkehr                           | Hans Schürff | GDVP   |
| Bundesminister für Heereswesen                                  | Carl Vaugoin | CSP    |